# انتخابات الرئاسة الإيرانية 1993
انتخابات الرئاسة الإيرانية 1993 هي الانتخابات الرئاسية التي جرت في 11 يونيو 1993، في إيران، لانتخاب رئيس الجمهورية الإسلامية الإيرانية، فاز بالانتخابات أكبر هاشمي رفسنجاني.